# 奧斯卡最佳視覺效果獎
奧斯卡最佳視覺效果獎（英語：Academy Award for Best Visual Effects），由美國電影藝術與科學學院通過業內人士投票，頒給每年得票最高的視覺特效，奧斯卡金像獎之一。
早在第1屆奧斯卡金像獎便設有「最佳工程效果獎」（Engineering effects），得獎電影為《铁翼雄风》，得獎人為罗伊·庞默罗伊。但直到1938年第11屆奧斯卡金像獎之後才又以奧斯卡榮譽獎的形式肯定《北方之子》諸位幕後人員在傑出的畫面和聲音效果的成就。隔年（第12屆奧斯卡金像獎）起，奧斯卡便將「最佳特殊效果」（Special effects）列為常設獎項，頒給電影中負責視覺效果和聲音效果的技術人員。但1963年第36屆時，奧斯卡另外設了「最佳聲音效果」(
Sound effects），故此獎項僅頒給當屆《埃及艳后》在視覺效果上的成就。
1964年第37屆起，此獎項更名為「最佳特殊視覺效果」（Special visual effects），得獎影片為《歡樂滿人間》；其後1972-1976年間則以特別成就獎的形式頒給特定電影，而1977年第50屆時又更名為「最佳視覺效果」（Visual Effects）至今，訂為由指導委員會負責提名，視覺效果委員會成員投票選出獲獎電影。1990年第63屆是最後一次僅有一部電影（《魔鬼總動員》）獲獎（同樣以特別成就獎形式頒授），之後該獎項皆有兩部以上的電影入圍。

## 1930年代
| 年度             | 影片 | 入圍者 |
| ---------------- | --- | ------ |
| 1938 (第11屆)    | |        |
| 《北方之子》     | 戈登·詹宁斯、扬·多米拉、戴·詹宁斯、伊尔明·罗伯茨、亚特·史密斯、、洛耶尔·格里格斯、罗兰·赖德、哈利·米尔斯、路易斯·梅塞科普和沃尔特·奥伯斯特 |        |
| 1939 (第12屆)    | |        |
| 《雨季来临》     | 埃德蒙德·漢森 和 弗雷德·塞爾森 |        |
| 《乱世佳人》     | 傑克·科斯格羅夫、弗雷德·阿爾賓 和 亞塞·瓊斯                                                                                                |        |
| 《天使之翼》     | 羅伊·戴維森 和 埃德溫·C·哈恩 |        |
| 《江山美人》     | 拜倫·哈斯金 和 內森·萊文森 |        |
| 《女攝青鬼遊埠》 | 羅伊·錫瓦爾特 |        |
| 《和平联盟》     | 、戈登·詹寧斯 和 洛伦·莱德 |        |
| 《绿野仙踪》     | A·阿諾德·吉萊斯皮 和 道格拉斯·希勒 |        |

## 1940年代
| 年度                 | 影片 | 入圍者 |
| -------------------- | --- | ------ |
| 1940 (第13屆)        | |        |
| 《月宫宝盒》         | 劳伦斯·巴特勒 和 杰克·惠特尼                                                                            |        |
| 《青鳥》             | 弗雷德·塞森 和 埃德蒙德·汉森                                                                            |        |
| 《新兴都市》         | A·阿诺德·吉莱斯皮；音效：道格拉斯·希勒                                                                  |        |
| 《雪城双兄弟》       | 约翰·富尔顿、伯纳德·布朗 和 喬·蓝皮斯                                                                   |        |
| 《独眼巨人博士》     | 和 高登·詹宁斯                                                                                          |        |
| 《海外特派员》       | 保罗·应格勒 和 托马斯·T·莫尔顿                                                                          |        |
| 《隐形人归来》       | 约翰·富尔顿、伯纳德·布朗 和 威廉·赫吉科克                                                               |        |
| 《天涯路》           | R·T·莱顿、雷·宾格 和 托马斯·T·莫尔顿                                                                    |        |
| 《公元前一百万年》   | 罗伊·锡瓦尔特 和 埃尔默·拉古斯                                                                          |        |
| 《蝴蝶梦》           | 杰克·科斯格罗夫 和 阿瑟·约翰斯                                                                          |        |
| 《海鹰》             | 拜伦·哈斯金 和 内森·莱文森                                                                              |        |
| 《海角一乐园》       | 弗农·沃克 和 约翰·奥尔伯格                                                                              |        |
| 《颶風               | 、高登·詹宁斯 和 罗兰·赖德                                                                              |        |
| 《战地女护士》       | 霍华德·莱德克、威廉·布萊德福德、巴德·萨克雷 和 赫伯特·诺什                                              |        |
| 1941 (第14屆)        | |        |
| 《金粉銀翼》         | 、高登·詹寧斯 和 路易斯·梅森科普                                                                        |        |
| 《南海美人魚》       | 、高登·詹寧斯 和 路易斯·梅森科普                                                                        |        |
| 《飛行太保》         | A·阿诺德·吉莱斯皮 和 道格拉斯·希勒                                                                      |        |
| 《隱形女人》         | 约翰·富尔顿 和 約翰·D·霍爾                                                                              |        |
| 《海狼》             | 拜伦·哈斯金 和 内森·莱文森                                                                              |        |
| 《漢密爾頓夫人》     | 劳伦斯·巴特勒 和 威廉·H·維爾瑪斯                                                                        |        |
| 《逍遙鬼侶再回歸》   | 罗伊·锡瓦尔特 和 埃爾默·拉格斯                                                                          |        |
| 《北佬參軍記》       | 弗雷德·塞森 和 埃德蒙德·汉森                                                                            |        |
| 1942 (第15屆)        | |        |
| 《野风》             | 、戈登·詹宁斯、威廉·L·佩雷拉 和 路易斯·迈森科普                                                         |        |
| 《黑天鹅》           | 弗雷德·塞森、老罗杰·海曼 和 乔治·莱弗里特                                                               |        |
| 《血路》             | 拜伦·哈斯金 和 内森·莱文森                                                                              |        |
| 《飞虎娇娃》         | 霍华德·莱德克 和 丹尼尔·布隆伯格                                                                        |        |
| 《隐形剂》           | 约翰·P·富尔顿 和 伯纳德·布朗                                                                            |        |
| 《丛林之书》         | 劳伦斯·W·巴特勒 和 威廉·H·维尔玛斯                                                                      |        |
| 《忠勇之家》         | A.阿诺德·吉莱斯皮、沃伦·纽坎贝 和 道格拉斯·希勒                                                         |        |
| 《海军到来》         | 弗农·L·沃克 和 詹姆斯·G·斯图尔特                                                                        |        |
| 《战地蒸发》         | 罗纳德·内梅 和 C·C·史蒂文斯                                                                             |        |
| 《洋基的驕傲》       | 杰克·科斯格罗夫、雷·宾格 和 托马斯·T·莫尔顿                                                             |        |
| 1943 (第16屆)        | |        |
| 《紧急下潜》         | 弗雷德·塞森 和 老罗杰·海曼                                                                              |        |
| 《空军》             | 汉斯·F·科内坎普、雷克斯·维皮 和 内森·莱文森                                                             |        |
| 《投弹手》           | 弗农·L·沃克、詹姆斯·G·斯图瓦特 和 罗伊·格兰维尔                                                         |        |
| 《反攻洛血战》       | 克拉伦斯·斯利弗、雷·宾格 和 托马斯·T·弥尔顿                                                             |        |
| 《骄傲欢呼》         | 、戈顿·詹宁斯 和 乔治·达顿                                                                              |        |
| 《走廊》             | A·阿诺德·吉莱斯皮、唐纳德·杰劳斯 和 迈克尔·斯坦诺                                                       |        |
| 1944 (第17屆)        | |        |
| 《東京上空三十秒鐘》 | A·阿諾德·吉萊斯皮、唐納德·傑勞斯、沃倫·紐坎貝 和 道格拉斯·希勒                                          |        |
| 《馬克·吐溫歷險記》  | 保羅·德特萊夫森、約翰·克勞斯 和 內森·萊文森                                                             |        |
| 《光榮歲月》         | 弗農·L·沃克、詹姆斯·G·斯圖爾特 和 羅伊·格蘭維爾                                                         |        |
| 《秘密指揮》         | 大衛·艾倫、雷·柯瑞、羅伯特·萊特、羅素·馬爾姆格倫 和 哈利·庫茲尼克                                       |        |
| 《自君别后》         | 傑克·科斯格羅夫 和 亞瑟·瓊斯                                                                            |        |
| 《跨海平魔》         | 、高登·詹寧斯 和 喬治·達頓                                                                              |        |
| 《威爾遜總統傳》     | 弗雷德·塞爾森 和 羅傑·赫曼                                                                              |        |
| 1945 (第18屆)        | |        |
| 《怪人》             | 約翰·富爾頓 和 亞瑟·瓊斯                                                                                |        |
| 《艾迪船長》         | 弗雷德·塞爾森、索爾·霍爾珀林、羅傑·赫曼 和 哈里·M·倫納德                                                |        |
| 《意亂情迷》         | 傑克·科斯格羅夫                                                                                         |        |
| 《菲律賓浴血戰》     | A·阿諾德·吉萊斯皮、唐納德·傑勞斯、羅伯·麥克唐納 和 邁克爾·斯坦諾                                        |        |
| 《一千零一夜》       | 勞倫斯·W·巴特勒 和 雷·邦巴                                                                              |        |
| 1946 (第19屆)        | |        |
| 《浮生夢》           | 湯姆·霍華                                                                                               |        |
| 《姊妹花》           | 威廉·麥克甘恩 和 內森·萊文森                                                                            |        |
| 1947 (第20屆)        | |        |
| 《纽西兰地震记》     | A·阿諾德·吉萊斯皮、沃倫·紐坎貝、道格拉斯·希勒 和 邁克爾·斯坦諾                                          |        |
| 《血戰保山河》       | 、德弗羅·詹寧斯(Devereux Jennings)、高登·詹寧斯、W. 華萊士·凱利、保羅·勒帕 和 喬治·達頓                 |        |
| 1948 (第21屆)        | |        |
| 《珍妮的畫像》       | 保羅·伊格勒、約瑟夫·麥克米倫·約翰遜、羅素·希爾曼、克拉倫斯·斯利弗、查爾斯·L·弗里曼 和 詹姆斯·G·斯圖爾特 |        |
| 《潜流》             | 拉爾夫·哈默爾思、弗雷德·塞爾森、愛德華·史耐德 和 羅傑·赫曼                                              |        |
| 1949 (第22屆)        | |        |
| 《巨猩喬揚》         | 雷電華電影                                                                                              |        |
| 《塔尔萨》           | 沃爾特·旺格                                                                                             |        |

## 1950年代
| 年度               | 影片                                                        | 入圍者 |
| ------------------ | ----------------------------------------------------------- | ------ |
| 1950 (第23屆)      |                                                             |        |
| 《目標月球》       | 喬治·帕爾                                                   |        |
| 《霸王妖姬》       | 塞西爾·德米爾                                               |        |
| 1951 (第24屆)      |                                                             |        |
| 《行星撞地球》     | 派拉蒙影業                                                  |        |
| 1952 (第25屆)      |                                                             |        |
| 《怒海雄風》       | 米高梅影業                                                  |        |
| 1953 (第26屆)      |                                                             |        |
| 《世界大戰》       | 派拉蒙影業                                                  |        |
| 1954 (第27屆)      |                                                             |        |
| 《海底長征》       | 華特迪士尼影業                                              |        |
| 《潛艇間諜戰》     | 二十世紀影業                                                |        |
| 《他們！》         | 華納兄弟影業                                                |        |
| 1955 (第28屆)      |                                                             |        |
| 《独孤里桥之役》   | 派拉蒙影業                                                  |        |
| 《轰炸鲁尔水坝记》 | 英國聯合影片公司                                            |        |
| 《印度之雨》       | 二十世紀影業                                                |        |
| 1956 (第29屆)      |                                                             |        |
| 《十诫》           | 约翰·富尔顿                                                 |        |
| 《禁忌星球》       | 阿诺德·吉莱斯皮、欧文·里斯 和 韦斯利·C·米勒                 |        |
| 1957 (第30屆)      |                                                             |        |
| 《海底喋血战》     | 沃尔特·罗西                                                 |        |
| 《壯志凌雲》       | 路易·列登菲尔德                                             |        |
| 1958 (第31屆)      |                                                             |        |
| 《拇指汤姆历险记》 | 湯姆·霍華                                                   |        |
| 《潜艇驱逐战》     | A·阿諾德·吉萊斯皮 和 哈羅德·亨布洛克                        |        |
| 1959 (第32屆)      |                                                             |        |
| 《賓漢》           | A·阿諾德·吉萊斯皮、羅伯·麥克唐納 和 米洛·B·洛里             |        |
| 《地心游记》       | L·B·阿伯特、詹姆斯·B·戈登(James B. Gordon) 和 卡爾頓·福克納 |        |

## 1960年代
| 年度                | 影片                                            | 入圍者 |
| ------------------- | ----------------------------------------------- | ------ |
| 1960 (第33屆)       |                                                 |        |
| 《時光機器》        | 吉恩·沃倫 和 提姆·巴爾                          |        |
| 《惊险重重》        | 奧吉·洛曼                                       |        |
| 1961 (第34屆)       |                                                 |        |
| 《六壯士》          | 比爾·沃靈頓 和 克里斯·格林漢                    |        |
| 《飞天老爷车》      | 羅伯特·A·麥提 和 尤斯塔斯·利塞特                |        |
| 1962 (第35屆)       |                                                 |        |
| 《最長的一日》      | 羅伯·麥克唐納 和 雅克·莫蒙                      |        |
| 《叛舰喋血记》      | A·阿諾德·吉萊斯皮 和 米洛·B·洛里                |        |
| 1963 (第36屆)       |                                                 |        |
| 《埃及艳后》        | 小埃米爾·科薩                                   |        |
| 《鳥》              | 烏布·伊沃克斯                                   |        |
| 1964 (第37屆)       |                                                 |        |
| 《歡樂滿人間》      | 彼得·艾倫肖、尤斯塔斯·萊塞特 和 漢密爾頓·呂斯克 |        |
| 《老博士的七张脸》  | 吉姆·丹佛斯                                     |        |
| 1965 (第38屆)       |                                                 |        |
| 《007系列之霹雳弹》 | 約翰·史代爾                                     |        |
| 《萬世流芳》        | 約瑟夫·麥克米蘭·約翰遜                          |        |
| 1966 (第39屆)       |                                                 |        |
| 《联合缩小军》      | 阿特·克里科申克                                 |        |
| 《夏威夷》          | 林伍德·G·鄧恩                                   |        |
| 1967 (第40屆)       |                                                 |        |
| 《杜立德医生》      | L·B·阿伯特                                      |        |
| 《浴血狂沙》        | 小霍華德·A·安德森 和 阿爾伯特·惠特洛克          |        |
| 1968 (第41屆)       |                                                 |        |
| 《2001太空漫遊》    | 斯坦利·库布里克                                 |        |
| 《大北极》          | 哈爾·米勒 和 約瑟夫·麥克米蘭·約翰遜             |        |
| 1969 (第42屆)       |                                                 |        |
| 《蓝烟火》          | 羅比·羅賓森                                     |        |
| 《火雷破山海》      | 英吉·藍陵 和 艾力克斯·魏登                      |        |

## 1970年代
| 年度                         | 影片                                                                                           | 入圍者 |
| ---------------------------- | ---------------------------------------------------------------------------------------------- | ------ |
| 1970 (第43屆)                |                                                                                                |        |
| 《偷襲珍珠港》               | A·D·弗拉沃斯 和 L·B·阿伯特                                                                     |        |
| 《巴顿将军》                 | 艾力克斯·魏登                                                                                  |        |
| 1971 (第44屆)                |                                                                                                |        |
| 《飞天万能床》               | 丹尼·李、尤斯塔斯·利塞特 和 艾倫·馬利                                                          |        |
| 《当恐龙统治地球》           | 吉姆·丹佛斯 和 羅傑·迪肯                                                                       |        |
| 1972 (第45屆)                |                                                                                                |        |
| 《海神號》                   | A·D·弗拉沃斯 和 L·B·阿伯特                                                                     |        |
| 1973 (第46屆)                |                                                                                                |        |
| 未頒發                       |                                                                                                |        |
| 1974 (第47屆)                |                                                                                                |        |
| 《大地震》                   | 法蘭克·布倫德爾(Frank Brendel)、葛倫·羅賓遜 和 阿爾伯特·惠特洛克                               |        |
| 1975 (第48屆)                |                                                                                                |        |
| 《兴登堡遇难记》             | 葛倫·羅賓遜、阿爾伯特·惠特洛克 和 彼得·貝科斯                                                  |        |
| 1976 (第49屆)                |                                                                                                |        |
| 《金刚》                     | 卡羅·蘭博蒂, 葛倫·羅賓遜 和 法蘭克·范德範                                                      |        |
| 《攔截時空禁區》             | L·B·阿伯特, 葛倫·羅賓遜 和 馬修·尤里奇奇                                                       |        |
| 1977 (第50屆)                |                                                                                                |        |
| 《星際大戰四部曲：曙光乍現》 | 約翰·史代爾、約翰·戴克斯特拉、理查德·埃德倫、格蘭特·麥肯 和 羅伯特·布拉拉克                    |        |
| 《第三类接触》               | 羅伊·阿博加斯特、道格拉斯·特蘭布、馬修·尤里奇奇、格雷格·詹 和 理查德·尤里西奇                  |        |
| 1978 (第51屆)                |                                                                                                |        |
| 《超人》                     | 莱斯·鲍威、科林·奇尔弗斯、丹尼斯·库普、罗伊·菲尔德、德里克·麦丁斯 和 佐兰·佩里西克             |        |
| 1979 (第52屆)                |                                                                                                |        |
| 《异形》                     | H·R·吉格爾、卡羅·蘭博蒂、布萊恩·強生、尼克·阿爾德 和 丹尼斯·艾林                               |        |
| 《1941年》                   | 格雷格·詹、威廉・A.・弗萊克 和 A·D·弗拉沃斯                                                    |        |
| 《黑洞》                     | 彼得·艾倫肖、阿特·克魯克香克、尤斯塔斯·萊塞特、丹尼·李伊、哈里森·艾倫肖 和 喬·海爾(Joe Hale)   |        |
| 《007系列之太空城》          | 德瑞克·梅丁斯、保羅·威爾森(Paul Wilson) 和 約翰·艾文斯                                         |        |
| 《星舰迷航记》               | 道格拉斯·特蘭布、約翰·戴克斯特拉、理查德·尤里西奇、羅伯特·斯瓦特、大衛·K·史都華 和 格蘭特·麥肯 |        |

## 1980年代
| 年度                           | 影片                                                                          | 入圍者 |
| ------------------------------ | ----------------------------------------------------------------------------- | ------ |
| 1980 (第53屆)                  |                                                                               |        |
| 《星際大戰五部曲：帝國大反擊》 | 布萊恩·強生、理查德·埃德倫、丹尼斯·慕倫 和 布魯斯·尼科爾森                    |        |
| 1981 (第54屆)                  |                                                                               |        |
| 《法櫃奇兵》                   | 理查德·埃德倫、基特·威斯特、布魯斯·尼科爾森 和 喬·約翰斯頓                    |        |
| 《屠龙记》                     | 丹尼斯·慕倫、菲爾·蒂貝特、肯·羅爾斯頓 和 布萊恩·強生                          |        |
| 1982 (第55屆)                  |                                                                               |        |
| 《E.T.外星人》                 | 卡羅·蘭博蒂、丹尼斯·慕倫 和 肯尼斯·史密斯Kenneth F. Smith                     |        |
| 《银翼杀手》                   | 道格拉斯·特蘭布、理查德·尤里奇 和 大衛·德萊爾                                 |        |
| 《鬼哭神號》                   | 理查德·埃德倫、邁克·伍德 和 布魯斯·尼科爾森                                   |        |
| 1983 (第56屆)                  |                                                                               |        |
| 《星際大戰六部曲：絕地大反攻》 | 理查德·埃德倫、丹尼斯·慕倫、肯·拉尔斯顿 和 菲尔·蒂皮特                        |        |
| 1984 (第57屆)                  |                                                                               |        |
| 《魔宮傳奇》                   | 丹尼斯·慕倫、邁克爾·J·麥卡利斯特、洛恩·彼得森 和 喬治·吉布斯                  |        |
| 《威震太陽神》                 | 理查德·埃德倫、尼爾·克雷佩拉、喬治·傑森(George Jenson) 和 馬克·斯泰森         |        |
| 《魔鬼剋星》                   | 理查德·埃德倫、約翰·布魯諾、馬克·瓦戈 和 查克·加斯帕                          |        |
| 1985 (第58屆)                  |                                                                               |        |
| 《魔茧》                       | 肯·羅爾斯頓、羅夫·麥奎瑞、斯科特·法勒 和 大衛·貝瑞                            |        |
| 《天魔歷險》                   | 威爾·文頓、伊恩·温格罗夫、佐蘭·佩里西奇 和 迈克·劳埃德                        |        |
| 《出神入化》                   | 丹尼斯·慕倫、基特·威斯特、約翰·R·艾利斯 和 大衛·W·艾倫                        |        |
| 1986 (第59屆)                  |                                                                               |        |
| 《异形2》                      | 勞勃·斯科塔克、斯坦·温斯顿、約翰·理查森 和 蘇珊·本森                          |        |
| 《异形奇花》                   | 萊爾·康威(Lyle Conway)、布蘭·弗倫 和 馬丁·古特里奇(Martin Gutterridge)        |        |
| 《陰風怒吼》                   | 理查德·埃德倫、約翰·布魯諾、蓋瑞·沃勒 和 比爾·尼爾                            |        |
| 1987 (第60屆)                  |                                                                               |        |
| 《驚異大奇航》                 | 丹尼斯·慕倫、比爾·喬治、哈雷.傑斯普 和 肯尼斯·史密斯                          |        |
| 《終極戰士》                   | 喬爾·希內克、勞勃·格林伯格(Robert M. Greenberg)、理察·格林伯格 和 斯坦·溫斯頓 |        |
| 1988 (第61屆)                  |                                                                               |        |
| 《威探闖通關》                 | 肯·羅爾斯頓、理察·威廉斯、艾德·瓊斯 和 喬治·吉布斯                            |        |
| 《終極警探》                   | 理查德·埃德倫、艾爾·迪薩羅、布倫特·波特斯 和 泰恩·莫里斯                      |        |
| 《風雲際會》                   | 丹尼斯·慕倫、邁克爾·J·麥卡利斯特、菲尔·蒂皮特 和 克里斯·伊凡(Chris Evans)     |        |
| 1989 (第62屆)                  |                                                                               |        |
| 《深渊》                       | 約翰·布魯諾、丹尼斯·慕倫、霍伊特·耶特曼 和 丹尼斯·斯科達克                    |        |
| 《终极天将》                   | 理察·康威 和 肯特·休斯頓(Kent Houston)                                        |        |
| 《回到未来II》                 | 肯·羅爾斯頓、麥可·蘭提里、約翰·貝爾 和 史提夫·高利                            |        |

## 1990年代
| 年度                         | 影片 | 入圍者 |
| ---------------------------- | --- | ------ |
| 1990 (第63屆)                | |        |
| 《魔鬼總動員》               | 艾瑞克·布雷維格、罗伯·博金、提姆·麥戈文(Tim McGovern) 和 亚历克斯·芬克                                                      |        |
| 1991 (第64屆)                | |        |
| 《魔鬼終結者2》              | 丹尼斯·慕倫、斯坦·温斯顿、小傑納·華倫 和 羅伯特·斯科塔克                                                                    |        |
| 《浴火赤子情》               | 邁可·所羅門、艾倫·霍爾、克萊·潘尼 和 斯科特·法勒                                                                            |        |
| 《虎克船長》                 | 艾瑞克·布雷維格、哈利·傑索普、馬克·沙利文 和 麥可·羅蘭提瑞                                                                  |        |
| 1992 (第65屆)                | |        |
| 《捉神弄鬼》                 | 肯·羅爾斯頓、江道格、道格拉斯·斯邁思 和 小湯姆·伍德魯夫                                                                     |        |
| 《異形3》                    | 理查德·埃德倫、亞歷克·吉里斯(Alec Gillis)、小湯姆·伍德魯夫 和 喬治·吉布斯                                                   |        |
| 《蝙蝠俠大顯神威》           | 麥可·L·芬克、克萊格·巴朗、約翰·布魯諾 和 丹尼斯·斯科達克                                                                    |        |
| 1993 (第66屆)                | |        |
| 《侏儸紀公園》               | 丹尼斯·慕倫、斯坦·温斯顿、菲尔·蒂皮特 和 麥可·蘭提里                                                                        |        |
| 《巔峰戰士》                 | 尼爾·克雷佩拉、約翰·理查森、約翰·布魯諾 和 帕梅拉·伊斯利(Pamela Easley)                                                     |        |
| 《聖誕夜驚魂》               | 皮特·科扎奇克(Pete Kozachik)、埃里克·萊頓(Eric Leighton)、阿里爾·韋拉斯科·肖(Ariel Velasco Shaw) 和 戈登·貝克(Gordon Baker) |        |
| 1994 (第67屆)                | |        |
| 《阿甘正傳》                 | 肯·羅爾斯頓、喬治·墨菲、史蒂芬·羅森包姆 和 艾倫·霍爾                                                                        |        |
| 《摩登大聖》                 | 史考特·斯夸爾斯、史蒂夫·斯帕茲·威廉士、湯姆·伯汀諾 和 喬恩·法哈特                                                           |        |
| 《魔鬼大帝：真實謊言》       | 約翰·布魯諾、托馬斯·L·費舍爾、雅克·斯托維斯 和 派屈克·麥克朗                                                                |        |
| 1995 (第68屆)                | |        |
| 《我不笨，所以我有話說》     | 史考特·安德森、查爾斯·吉布森、尼爾·斯坎倫 和 約翰·考克斯                                                                    |        |
| 《阿波羅13號》               | 羅伯·李加多、麥可·坎費爾、萊斯利·艾克 和 馬特·斯威尼                                                                        |        |
| 1996 (第69屆)                | |        |
| 《ID4星際終結者》            | 沃克·恩格爾、道格拉斯·史密斯、克萊·平尼 和 約瑟夫·韋斯科西爾                                                                |        |
| 《魔龍傳奇》                 | 史考特·斯夸爾斯、菲尔·蒂皮特、詹姆士·史特勞斯 和 基特·威斯特                                                                |        |
| 《龍捲風》                   | 史蒂芬·范米爾、約翰·佛雷澤、哈比卜·扎加波爾 和 亨利·拉邦塔(Henry La Bounta)                                                 |        |
| 1997 (第70屆)                | |        |
| 《鐵達尼號》                 | 羅伯·李加多、馬克·拉索夫、托馬斯·L·費舍爾 和 麥可·坎費爾                                                                    |        |
| 《侏羅紀公園：失落的世界》   | 丹尼斯·慕倫、斯坦·温斯顿、蘭德爾·杜特拉 和 麥可·蘭提里                                                                      |        |
| 《星艦戰將》                 | 菲尔·蒂皮特、史考特·安德森、亞歷克·吉里斯(Alec Gillis) 和 約翰·理查森                                                       |        |
| 1998 (第71屆)                | |        |
| 《美夢成真》                 | 喬爾·希內克、尼古拉斯·布魯克斯、史都華·羅伯遜 和 凱文·麥克                                                                  |        |
| 《世界末日》                 | 理察·R·胡佛、派翠克·麥克隆 和 約翰·弗雷澤                                                                                   |        |
| 《巨猩喬揚》                 | 里克·貝克、霍伊特·耶特曼、艾倫·霍爾 和 吉姆·米切爾                                                                          |        |
| 1999 (第72屆)                | |        |
| 《駭客任務》                 | 約翰·加埃塔、簡尼克·賽爾斯、史蒂夫·科特利 和 喬恩·圖姆                                                                      |        |
| 《星際大戰首部曲：威脅潛伏》 | 約翰·諾爾、丹尼斯·慕倫、史考特·斯夸爾斯 和 羅布·科爾曼                                                                      |        |
| 《一家之鼠》                 | 約翰·戴克斯特拉、傑羅姆·陳、亨利·F·安德森三世(Henry F. Anderson III) 和 艾瑞克·阿拉德(Eric Allard)                          |        |

## 2000年代
| 年度                               | 影片                                                                                            | 入圍者 |
| ---------------------------------- | ----------------------------------------------------------------------------------------------- | ------ |
| 2000 (第73屆)                      |                                                                                                 |        |
| 《神鬼戰士》                       | 約翰·尼爾森、尼爾·科博爾德、提姆·伯克 和 羅布·哈維                                              |        |
| 《透明人》                         | 史考特·安德森、克雷格·海斯、史考特·斯多克迪克 和 斯坦·帕克斯                                    |        |
| 《天搖地動》                       | 史蒂芬·范米爾、哈比卜·扎加波爾、約翰·佛雷澤 和 沃爾特·康帝                                      |        |
| 2001 (第74屆)                      |                                                                                                 |        |
| 《魔戒首部曲：魔戒現身》           | 吉姆·萊吉、蘭德爾·威廉·庫克、理察·泰勒 和 馬克·斯泰森                                           |        |
| 《A.I.人工智慧》                   | 丹尼斯·慕倫、斯科特·法勒、斯坦·温斯顿 和 麥可·蘭提里                                            |        |
| 《珍珠港》                         | 艾瑞克·布雷維格、約翰·佛雷澤、艾德·赫什 和 班·斯諾                                              |        |
| 2002 (第75屆)                      |                                                                                                 |        |
| 《魔戒二部曲：雙城奇謀》           | 吉姆·萊吉、喬·萊特瑞、蘭德爾·威廉·庫克 和 亚历克斯·芬克                                         |        |
| 《蜘蛛人》                         | 約翰·戴克斯特拉、史考特·斯多克迪克、安東尼·拉莫林納拉 和 約翰·佛雷澤                            |        |
| 《星際大戰二部曲：複製人全面進攻》 | 羅布·科爾曼、巴勃羅·赫爾曼、約翰·諾爾 和 班·斯諾                                                |        |
| 2003 (第76屆)                      |                                                                                                 |        |
| 《魔戒三部曲：王者再臨》           | 吉姆·萊吉、喬·萊特瑞、蘭德爾·威廉·庫克 和 亚历克斯·芬克                                         |        |
| 《怒海爭鋒：極地征伐》             | 丹·蘇迪克、史蒂芬·范米爾、內森·麥吉尼斯 和 罗伯特·斯托姆伯格                                    |        |
| 《神鬼奇航：鬼盜船魔咒》           | 約翰·諾爾、哈爾·西克爾、查爾斯·吉布森 和 泰瑞·弗雷齊                                            |        |
| 2004 (第77屆)                      |                                                                                                 |        |
| 《蜘蛛人2》                        | 約翰·戴克斯特拉、史考特·斯多克迪克、安東尼·拉莫林納拉 和 約翰·佛雷澤                            |        |
| 《哈利波特：阿茲卡班的逃犯》       | 羅傑·蓋耶特、提姆·伯克、約翰·理查森 和 比爾·喬治                                                |        |
| 《機械公敵》                       | 約翰·尼爾森、安德魯·R·瓊斯、埃里克·納什 和 喬·萊特瑞                                            |        |
| 2005 (第78屆)                      |                                                                                                 |        |
| 《金剛》                           | 喬·萊特瑞、布萊恩·范特·胡爾、克里斯蒂安·里弗斯 和 理察·泰勒                                     |        |
| 《納尼亞傳奇：獅子·女巫·魔衣櫥》   | 迪安·萊特、比爾·威斯坦霍佛、吉姆·伯爾尼 和 斯科特·法勒                                          |        |
| 《世界大戰》                       | 丹尼斯·慕倫、巴勃羅·赫爾曼、蘭德爾·杜特拉 和 丹·蘇迪克                                          |        |
| 2006 (第79屆)                      |                                                                                                 |        |
| 《神鬼奇航2：加勒比海盜》          | 約翰·諾爾、哈爾·西克爾、查爾斯·吉布森 和 艾倫·霍爾                                              |        |
| 《2006海神號》                     | 博伊德·舍米斯(Boyd Shermis)、金·萊布賴里(Kim Libreri)、查茲·賈勒特(Chas Jarrett) 和 約翰·佛雷澤 |        |
| 《超人再起》                       | 馬克·斯泰森、尼爾·科博爾德、理察·R·胡佛 和 喬恩·圖姆                                            |        |
| 2007 (第80屆)                      |                                                                                                 |        |
| 《黃金羅盤》                       | 麥可·L·芬克、比爾·威斯坦霍佛、班·莫里斯 和 特雷弗·伍德                                          |        |
| 《神鬼奇航3：世界的盡頭》          | 約翰·諾爾、哈爾·西克爾、查爾斯·吉布森 和 約翰·佛雷澤                                            |        |
| 《變形金剛》                       | 斯科特·法勒、史考特·本扎、羅素·厄爾 和 約翰·佛雷澤                                              |        |
| 2008 (第81屆)                      |                                                                                                 |        |
| 《班傑明的奇幻旅程》               | 艾瑞克·巴爾巴、史蒂夫·普里格、伯特·道爾頓 和 克萊格·巴朗                                        |        |
| 《黑暗騎士》                       | 尼克·戴維斯、克里斯·科伯爾德、提姆·韋伯 和 保羅·富蘭克林                                        |        |
| 《鋼鐵人》                         | 約翰·尼爾森、班·斯諾、丹·蘇迪克 和 肖恩·馬漢                                                    |        |
| 2009 (第82屆)                      |                                                                                                 |        |
| 《阿凡達》                         | 喬·萊特瑞、史蒂芬·羅森巴姆、理察·貝恩漢姆 和 安德魯·R·瓊斯                                      |        |
| 《第九禁區》                       | 丹·考夫曼、彼得·麥澤斯、勞勃·哈布羅斯 和 馬特·艾特肯                                            |        |
| 《星艦迷航記》                     | 羅傑·蓋耶特、羅素·厄爾、保羅·卡瓦納 和 伯特·道爾頓                                              |        |

## 2010年代
| 年度                          | 影片 | 入圍者 |
| ----------------------------- | --- | ------ |
| 2010 (第82屆)                 | |        |
| 《全面啟動》                  | 保羅·富蘭克林、克里斯·科伯爾德、安德魯·洛克利 和 彼得·貝布                                                             |        |
| 《魔境夢遊》                  | 肯·羅爾斯頓、大衛·紹布、凱里·維勒加斯 和 肖恩·菲利普斯                                                                 |        |
| 《哈利波特：死神的聖物Ⅰ》     | 提姆·伯克、約翰·理查森、基斯蒂安·曼茨 和 尼古拉斯·阿薩蒂                                                               |        |
| 《生死接觸》                  | 麥可·歐文斯、布萊恩·格里爾、史蒂芬‧科揚斯基 和 喬·法雷爾                                                               |        |
| 《鋼鐵人2》                   | 簡尼克·賽爾斯、班·斯諾、蓋德·賴特 和 丹·蘇迪克                                                                         |        |
| 2011 (第84屆)                 | |        |
| 《雨果的冒險》                | 羅伯·李加多、喬斯·威廉斯、班・葛羅斯曼 和 艾力克斯·賀寧                                                                |        |
| 《哈利波特：死神的聖物Ⅱ》     | 提姆·伯克、大衛·維克里、葛雷格·巴特勒 和 約翰·理查森                                                                   |        |
| 《鋼鐵擂台》                  | 埃里克·納什、約翰·羅森格蘭特、丹尼·泰勒 和 斯溫·吉爾伯格                                                               |        |
| 《猩球崛起》                  | 喬·萊特瑞、丹·萊蒙、R·克里斯多夫·懷特 和 丹尼爾·巴雷特                                                                 |        |
| 《變形金剛3》                 | 斯科特·法勒、史考特·本扎、馬修·E·巴特勒 和 約翰·佛雷澤                                                                 |        |
| 2012 (第85屆)                 | |        |
| 《少年Pi的奇幻漂流》          | 比爾·威斯坦霍佛、紀堯姆·羅什龍、埃里克-簡·德·波爾 和 唐納·R·艾略特                                                     |        |
| 《哈比人：意外旅程》          | 喬·萊特瑞、艾瑞克·賽恩登、大衛·克萊頓 和 R．克里斯多夫．懷特                                                           |        |
| 《復仇者聯盟》                | 簡尼克·賽爾斯、傑夫·懷特、蓋伊·威廉斯 和 丹·蘇迪克                                                                     |        |
| 《普羅米修斯》                | 理察·斯坦默斯、特雷弗·伍德、查理·亨利 和 馬丁·希爾                                                                     |        |
| 《公主與狩獵者》              | 賽德瑞克·尼可拉斯-托楊、菲利普·布倫南(Philip Brennan)、尼爾·科博爾德 和 麥可·道森(Michael Dawson)                      |        |
| 2013 (第86屆)                 | |        |
| 《地心引力》                  | 提姆·韋伯、克里斯·劳伦斯、大衛・謝克 和 尼爾·科博爾德                                                                  |        |
| 《哈比人：荒谷惡龍》          | 喬·萊特瑞、艾瑞克·賽恩登、大衛·克萊頓 和 埃里克·雷诺兹                                                                 |        |
| 《鋼鐵人3》                   | 克里斯托弗·汤森、蓋伊·威廉斯、埃里克·納什 和 丹·蘇迪克                                                                 |        |
| 《獨行俠》                    | 提姆·亚历山大、蓋瑞・布洛占尼奇、埃德森·威廉斯 和 約翰·佛雷澤                                                          |        |
| 《闇黑無界：星際爭霸戰》      | 罗杰·盖伊泽、派屈克·圖巴赫、班・葛羅斯曼 和 伯特·道爾頓                                                                |        |
| 2014 (第87屆)                 | |        |
| 《星際效應》                  | 保羅·富蘭克林、安德魯·洛克利、伊恩·杭特 和 斯科特·R·费希尔                                                             |        |
| 《美國隊長2：酷寒戰士》       | 丹·德里伍、羅素·厄爾、布萊恩·格里爾 和 丹·蘇迪克                                                                       |        |
| 《猩球崛起：黎明的進擊》      | 喬·萊特瑞、丹·萊蒙、丹尼爾·巴雷特 和 艾瑞克・溫奎斯特                                                                  |        |
| 《星際異攻隊》                | 斯特凡·塞勒缇、尼古拉斯·阿薩蒂、喬納森·福克納 和 保羅·考邦德                                                           |        |
| 《X戰警：未來昔日》           | 理察·斯坦默斯、羅·皮克拉、提姆·克羅斯比 和 卡麥隆‧瓦德堡                                                               |        |
| 2015 (第88屆)                 | |        |
| 《人造意識》                  | 馬克·威廉姆斯·奧丁頓、莎拉·本內特、保羅·諾里斯 和 安德魯·懷特赫斯特                                                    |        |
| 《瘋狂麥斯：憤怒道》          | 安德魯·傑克遜、丹·奧利弗、安迪·威廉斯 和 湯姆·伍德                                                                     |        |
| 《絕地救援》                  | 安德斯·朗蘭茲、克里斯·劳伦斯、理察·斯坦默斯 和 史蒂文·華納                                                             |        |
| 《神鬼獵人》                  | 理查·麥布萊德、馬特·沙姆韋、傑森·史密斯 和 卡麥隆‧瓦德堡                                                               |        |
| 《STAR WARS：原力覺醒》       | 克里斯·科伯爾德、罗杰·盖伊泽、派屈克·圖巴赫 和 尼爾·斯坎倫                                                             |        |
| 2016 (第89屆)                 | |        |
| 《與森林共舞》                | 羅伯·李加多、亞當·瓦爾德斯、安德魯·R·瓊斯 和 丹·萊蒙                                                                   |        |
| 《怒火地平線》                | 克雷格·漢密克、傑森·史內爾、傑森·比利頓 和 伯特·道爾頓                                                                 |        |
| 《奇異博士》                  | 斯特凡·塞勒缇、理察·布拉夫、文森特·史雷利 和 保羅·考邦德                                                               |        |
| 《酷寶：魔弦傳說》            | 史蒂夫·愛默生、奧利佛·瓊斯、布萊恩·麥克連 和 布瑞德·薛夫                                                               |        |
| 《星際大戰外傳：俠盜一號》    | 約翰·諾爾、摩溫·里歐、哈爾·西克爾 和 尼爾·科博爾德                                                                     |        |
| 2017 (第90屆)                 | |        |
| 《銀翼殺手2049》              | 約翰·尼爾森、格爾德·奈夫薩、保羅·蘭伯特 和 理察·R·胡佛                                                                 |        |
| 《星際異攻隊2》               | 克里斯托弗·汤森、蓋伊·威廉斯、喬納森·福克納 和 丹·蘇迪克                                                               |        |
| 《金剛：骷髏島》              | 史蒂芬·羅森巴姆、傑夫·懷特、史考特·本扎 和 麥克·梅納爾德斯                                                             |        |
| 《STAR WARS：最後的絕地武士》 | 班·莫里斯、麥克·穆赫蘭、尼爾·斯坎倫 和 克里斯·科伯爾德                                                                 |        |
| 《猩球崛起：終極決戰》        | 喬·萊特瑞、丹尼爾·巴雷特、丹·萊蒙 和 喬爾·惠斯特                                                                       |        |
| 2018 (第91屆)                 | |        |
| 《登月先鋒》                  | 保羅·蘭伯特、伊恩·杭特、特里斯坦·邁爾斯 和 J·D·施瓦爾姆                                                                |        |
| 《復仇者聯盟：無限之戰》      | 丹·德里伍、凱利·波特、羅素·厄爾 和 丹·蘇迪克                                                                           |        |
| 《摯友維尼》                  | 克里斯·劳伦斯、麥可·伊姆斯、西奧·瓊斯(Theo Jones) 和 克里斯·科伯爾德                                                   |        |
| 《一級玩家》                  | 罗杰·盖伊泽、格拉迪·科費爾、馬修·E·巴特勒 和 大衛・謝克                                                                |        |
| 《星際大戰外傳：韓索羅》      | 羅布·布雷多夫、派屈克·圖巴赫、尼爾·斯坎倫 和 多米尼克·杜奧希                                                           |        |
| 2019 (第92屆)                 | |        |
| 《1917》                      | 紀堯姆·羅什龍、葛雷格·巴特勒 和 多米尼克·杜奧希                                                                        |        |
| 《復仇者聯盟：終局之戰》      | 丹·德里伍、羅素·厄爾、馬特·艾特肯 和 丹·蘇迪克                                                                         |        |
| 《愛爾蘭人》                  | 巴勃羅·赫爾曼、萊安德羅·埃斯特貝比科納、尼爾森·塞普爾韋達(Nelson Sepulveda-Fauser) 和 史提芬·格里普利(Stephane Grabli) |        |
| 《獅子王》                    | 羅伯·李加多、亞當·瓦爾德斯、安德魯·R·瓊斯 和 艾略特·纽曼                                                               |        |
| 《STAR WARS：天行者的崛起》   | 罗杰·盖伊泽、尼爾·斯坎倫、派屈克·圖巴赫 和 多米尼克·杜奧希                                                             |        |

## 2020年代
| 年度                              | 影片 | 入圍者 |
| --------------------------------- | --- | ------ |
| 2020 (第93屆)                     | |        |
| 《TENET天能》                     | 安德魯·傑克遜、大衛·李、安德魯·洛克利 和 斯科特·R·费希尔                                                                |        |
| 《愛與怪物》                      | 马特·斯隆、珍妮薇芙·卡梅雷利、麥特·艾弗特 和 布萊恩·考克斯                                                              |        |
| 《永夜漂流》                      | 馬特·卡斯米爾、克里斯·劳伦斯、麥斯·索羅門 和 大衛·沃特金斯                                                              |        |
| 《花木蘭》                        | 西恩·安德魯·法登、安德斯·朗蘭茲、塞思·莫瑞 和 史蒂夫·英格拉姆                                                           |        |
| 《獨一無二的伊萬》                | 尼克·戴維斯、格雷格·費舍爾(Greg Fisher)、班·瓊斯(Ben Jones) 和 聖提亞哥·科洛莫·馬丁奈茲                                 |        |
| 2021 (第94屆)                     | |        |
| 《沙丘》                          | 保羅·蘭伯特、特里斯坦·邁爾斯、布萊恩·康納 和 格爾德·奈夫薩                                                              |        |
| 《脫稿玩家》                      | 斯溫·吉爾伯格、布萊恩·格里爾、尼寇斯·卡拉伊蒂迪斯 和 丹·蘇迪克                                                          |        |
| 《007：生死交戰》                 | 查利·諾布爾、喬爾·格林、喬納森·福克納 和 克里斯·科伯爾德                                                                |        |
| 《尚氣與十環傳奇》                | 克里斯托弗·汤森、喬·法雷爾、西恩·諾爾·沃克 和 丹·奧利弗                                                                 |        |
| 《蜘蛛人：無家日》                | 凱利·波特、克里斯·韋格納、斯科特·埃德斯坦 和 丹·蘇迪克                                                                  |        |
| 2022 (第95屆)                     | |        |
| 《阿凡達：水之道》                | 喬·勒特利、李察·貝恩漢、艾瑞克·山頓 和 丹尼爾·貝瑞特（Daniel Barrett）                                                  |        |
| 《西线无战事》                    | 法蘭克·佩茲佐（Frank Petzold）、維托·穆勒（Viktor Müller）、馬克斯·法蘭克（Markus Frank） 和 卡密爾·賈法（Kamil Jafar） |        |
| 《蝙蝠俠》                        | 丹·萊蒙、羅素·厄爾、安德斯·朗蘭茲 和 多明尼克·杜希                                                                      |        |
| 《黑豹2：瓦干達萬歲》             | 傑弗瑞·鮑曼（Geoffrey Baumann）、克雷格·漢梅克、R·克里斯多夫·懷特 和 丹·薩迪克                                          |        |
| 《捍衛戰士：獨行俠》              | 萊恩·塔霍普（Ryan Tudhope）、賽斯·希爾（Seth Hill）、布萊恩·利茲森（Bryan Litson） 和 史考特·R·費雪                     |        |
| 2023 (第96屆)                     | |        |
| 《哥吉拉-1.0》                    | 山崎貴、澀谷紀世子、高橋正紀 和 野島達司                                                                                |        |
| 《A.I.創世者》                    | 傑·庫柏（Jay Cooper）、伊恩·科姆利、安德魯·羅伯茨（Andrew Roberts）和 尼爾·科博爾德                                     |        |
| 《星際異攻隊3》                   | 史蒂芬尼·史雷提、亚历克西斯·瓦斯布瑞德、蓋伊·威廉斯 和 西奧·比亞萊克                                                    |        |
| 《不可能的任務：致命清算 第一章》 | 亞歷克斯·伍特克（Alex Wuttke）、西莫尼·可可、傑夫·薩瑟蘭（Jeff Sutherland）和 尼爾·科博爾德                             |        |
| 《拿破崙》                        | 查理·亨利、呂克-埃文馬丁-費努耶（Luc-Ewen Martin-Fenouillet）、西莫尼·可可 和 尼爾·科博爾德                             |        |
| 2024 (第97屆)                     | |        |
| 《沙丘：第二部》                  | 保罗·兰伯特、斯蒂芬·詹姆斯（Stephen James）、里斯·萨尔科姆（Rhys Salcombe）和 格尔德·奈夫泽                             |        |
| 《異形：羅穆路斯》                | 埃里克·巴尔巴、纳尔逊·塞普尔维达-福瑟、丹尼尔·马卡林（Daniel Macarin）和 肖恩·马翰                                      |        |
| 《更好的人》                      | 卢克·米勒（Luke Millar）、大卫·克莱顿、基思·赫夫特（Keith Herft）和 彼特·斯塔布斯（Peter Stubbs）                       |        |
| 《猩球崛起：王國誕生》            | 埃里克·温奎斯特、史蒂芬·翁特弗兰兹（Stephen Unterfranz）、保罗·斯多利（Paul Story）和 罗德尼·伯克（Rodney Burke）       |        |
| 《魔法壞女巫》                    | 巴勃罗·赫尔曼、乔纳森·福克纳、大卫·希尔克 和 保罗·科博尔德                                                              |        |

## 特殊記錄
- 丹尼斯·穆伦（英语：Dennis Muren）是至今此奖项提名和获奖次数最多的电影人：共有15次提名，并8次获奖。
- 至今僅有三部動畫電影曾入圍此獎項：《聖誕夜驚魂》(1983)、《酷寶：魔弦傳說》(2016)、《獅子王》(2019)。1988年獲獎的《威探闖通關》則為半真人半動畫的電影。
- 獲獎最多的製片人及導演：
  - 詹姆斯·卡麥隆所導演的電影中，共有六部獲頒獎項：《异形2》、《深渊》、《魔鬼終結者2》、《鐵達尼號》、《阿凡達》、《阿凡達：水之道》
  - 喬治·帕爾（英语：George Pal）所製作的電影中，曾有五部獲頒獎項：《目標月球（英语：Destination Moon (film)）》、《行星撞地球（英语：When Worlds Collide (1951 film)）》、《世界大戰》、《拇指汤姆历险记（英语：Tom thumb (film)）》、《時光機器》
  - 喬治·盧卡斯所製作的電影中，亦曾有五部獲頒獎項：《星際大戰四部曲：曙光乍現》(兼編劇及導演)、《星際大戰五部曲：帝國大反擊》、《法櫃奇兵》、《星際大戰六部曲：絕地大反攻》、《魔宮傳奇》

## 外部連結
- 奧斯卡官方網站（页面存档备份，存于）